# 三谷悦代
三谷 悦代（みたに えつよ、1958年11月29日 - ）は、岡山県出身の女優。身長156cm、体重51kg。血液型はA型。劇団スーパー・エキセントリック・シアター所属。

## 人物
江守徹に憧れて芸能界に入った。

## 出演

### テレビドラマ
- 教師びんびん物語II 第3話「先生、僕を信じて」（1989年4月17日、フジテレビ）
- 不思議少女ナイルなトトメス（1991年） - 鯉のぼり（緋鯉） 役
- 金曜エンタテイメント
  - 「ナースな探偵1」（1997年） - 樺島婦長 役
- 月曜ドラマスペシャル
  - 「ホステス探偵危機一髪1」（1999年）
  - 「おばさん会長・紫の犯罪清掃日記!ゴミは殺しを知っている1」（2000年）
- 茂七の事件簿 新ふしぎ草紙（2002年） - 井筒屋・おとく 役
- 連続テレビ小説
  - こころ（2003年） - 川島夫人 役
  - とと姉ちゃん（2016年） - 真中稲子 役
- 霊感バスガイド事件簿（2004年） - 春田純江 役
- オトコマエ!（2008年） - 女房・よね 役
- ここはグリーン・ウッド（2008年） - 立山君子 役
- 裁判長!ここは懲役4年でどうすか（2009年） - 町田和代 役
- 藍染袴お匙帖（2010年） - 大野勝江 役
- 素直になれなくて (テレビドラマ)（2010年） - 神田京子 役
- コード・ブルー -ドクターヘリ緊急救命-
  - 第2シーズン（2010年） - 岡崎副院長 役
  - 第3シーズン（2017年） - 岡崎理事長 役
- 大切なことはすべて君が教えてくれた（2011年） - 柏木育子 役
- 警視庁捜査一課9係
  - 第6シリーズ（2011年） - 遠山信子 役
  - 第9シリーズ（2014年） - 恩田雅子 役
- ブルドクター（2011年）
- 鍵のかかった部屋（2012年）
- 土曜ワイド劇場
  - 「新・女弁護士 朝吹里矢子5」（1998年）
  - 「おかしな刑事9」（2012年） - 白鳥真紀子 役
  - 「警視庁・捜査一課長〜ヒラから成り上がった最強の刑事!5」（2015年） - 木本克代 役
- 京都地検の女（2012年） - 田所若菜 役
- 負けて、勝つ 〜戦後を創った男・吉田茂〜（2012年） - 加藤シヅエ 役
- ヒトリシズカ (小説)（2012年） - 佐川正子 役
- 名もなき毒（2013年） - 家政婦・田辺 役
- 孤独のグルメ Season3 第3話 （2013年7月24日、テレビ東京） - かどや・お母さん 役
- 家族狩り（2014年） - 清岡真知子 役
- NHK大河ドラマ
  - 花燃ゆ（2015年） - 松浦フネ 役
  - 麒麟がくる（2020年）
- 刑事7人（2015年） - 有村依子 役
- AKBホラーナイト アドレナリンの夜 第1話「ハサミ」（2015年10月8日、テレビ朝日） - 役[2]
- 無痛〜診える眼〜（2015年） - 根岸桂子 役
- コウノドリ（2015年） - 田中陽子の母 役
- 相棒
  - Season15（2017年） - 潮崎加代 役
  - Season18（2019年） - 半井靖子 役
  - Season23（2025年） - 小野房子 役
- マグマイザー（2017年） - 笹尾真由美 役
- イチケイのカラス（2021年） - 本庄由美子 役
- おいち不思議がたり（2024年） - おすえ婆さん 役
- Dr.アシュラ 第1話（2025年4月16日、フジテレビ） - 小倉洋子 役[3]

### 映画
- 満月のくちづけ（1989年4月8日、東宝） - 山岸日出子 役
- 世界のどこにでもある、場所（2011年2月26日、グアパ・グアポ）
- おだやかな日常（2012年12月22日、和エンタテインメント）

### CM
- ヤマサ醤油「鮮度の一滴」[4]（2009年8月 - ）

### 舞台
※SET以外
- ピュアーマリー「名探偵ポワロ 〜ブラックコーヒー」（2013年2月6日 - 13日、三越劇場）